# 卡尔达什
卡尔达什是巴西米纳斯吉拉斯州的一个市镇。总面积713.634平方公里，总人口13901人，人口密度19.5人/平方公里。